# Margaret Maxfield
Margaret Alice Waugh Maxfield (Willimantic, 23 de fevereiro de 1926 – Placerville, Califórnia, 20 de dezembro de 2016) foi uma matemática estadunidense.

## Formação e carreira
Margaret Waugh nasceu em 23 de fevereiro de 1926 em Willimantic, Connecticut. Filha do economista agrícola Frederick Vail Waugh e neta do horticultor Frank Albert Waugh.
Foi ativa no clube de matemática do Oberlin College em meados da década de 1940, onde se formou em 1947. Após obter um mestrado em 1948 na Universidade de Wisconsin, obteve um Ph.D. em 1951 na Universidade de Oregon. Sua tese, Fermat's Theorem for Matrices over a Modular Ring, foi orientada por Ivan Morton Niven. Em 1948 ela se casou com John Edward Maxfield, estudante de Wisconsin e da Universidade de Oregon, que se tornou seu colaborador frequente.
Como estudantes, os dois Maxfields visitaram nos verões a Estação Aeronaval de Armas de China Lake, então conhecida como Naval Ordnance Test Station. Após concluírem seus doutorados, trabalharam na estação de 1951 até 1960, quando John Maxfield assumiu uma sucessão de cargos acadêmicos na Universidade da Flórida, Universidade Estadual do Kansas e (começando em 1981) na Louisiana Tech University. Margaret, também, tornou-se professora de negócios na Universidade Estadual do Kansas e professora de matemática e estatística na Louisiana Tech.
Em 2011 Maxfield se aposentou, mas ainda era ativa em matemática, e notou à revista de ex-alunos que estava usando a Wikipedia para encontrar material bibliográfico para seus artigos. Ela morreu em 20 de dezembro de 2016 em Placerville, Califórnia.

## Contribuições
Enquanto estava na Naval Ordnance Test Station, foi co-autora do livro Statistics Manual: With Examples Taken from Ordnance Development, com Edwin L. Crow e Frances A. Davis. Foi publicado pela estação em 1955 e reimpresso pela Dover Books em 1960.
Com John Maxfield também foi co-autora de Contemporary Mathematics for General Education: Algebra (Allyn e Bacon, 1963, também com S. Gould Sadler), Abstract Algebra and Solution By Radicals (W. B. Saunders, 1971; reimpresso pela Dover Books , 1992), Discovering Number Theory (W. B. Saunders, 1972) e Keys to Mathematics (W. B. Saunders, 1973).
Maxfield foi uma dos ganhadores do Prêmio Lester R. Ford de 1968 da Mathematical Association of America por um artigo com seu pai sobre aproximação racional de raizes quadradas.